# 神代植物公園

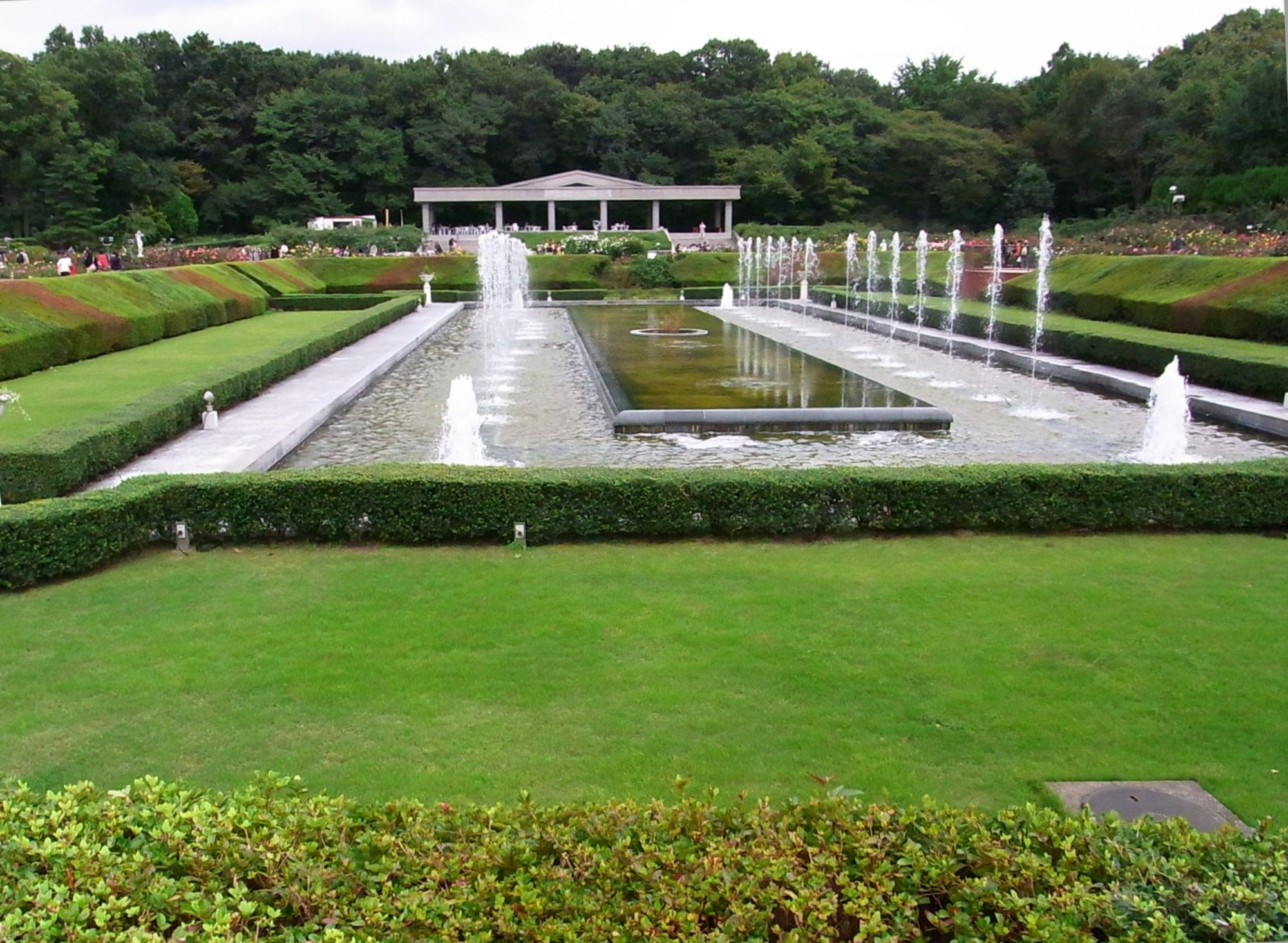

神代植物公園（日语：じんだいしょくぶつこうえん）是日本東京都唯一的一座東京都立植物公園。位于東京都調布市，園内种植有約4,800種、10万株植物，也是著名的賞櫻和賞梅景點。玫瑰園在2009年獲得世界玫瑰會優秀庭園獎。神代植物公園開園於1961年10月20日。

## 外部連結
- 神代植物公園 園内マップ - 東京都公園協会
- 神代植物公園 ニュース的X（前Twitter）
- 植物多様性センター（神代植物公園）的X（前Twitter）